# Фофанов, Константин Михайлович
Константи́н Миха́йлович Фо́фанов (18 (30) мая 1862 года, Санкт-Петербург, Российская империя — 17 (30) мая 1911 года, Санкт-Петербург, Российская империя) — русский поэт-романтик, не входивший явно ни в одну из поэтических школ. Предвосхитил в своём творчестве модернизм и символизм. Отец поэта-эгофутуриста Константина Олимпова.

## Биография
Родился в купеческой семье. Отец был крестьянином, но начал продавать дрова и выбился в купцы. Костя был одним из десяти детей в семье. Мальчик начал учиться с шести лет в «первоначальной школе»; впоследствии посещал другие учебные заведения — дешёвые частные пансионы Эме и Кестнера, а также городское училище Петербурга. Однако учёбу он оставил, не закончив 4-го класса, после того как отец его разорился и ушёл в мистические переживания. В итоге Константин не получил систематического образования. Недостатки образования отчасти восполнялись постоянным чтением журналов и книг, порой беспорядочным, но разнообразным. Чтение носило совершенно бессистемный характер, но увлекшись книгами, Фофанов пристрастился к поэзии. Любимыми его авторами были Некрасов, Кольцов и Пушкин.С 8-10 лет он стал подбирать рифмы, а в возрасте 13 лет начал писать стихи, чему, впрочем, не находил сочувствия в семье.

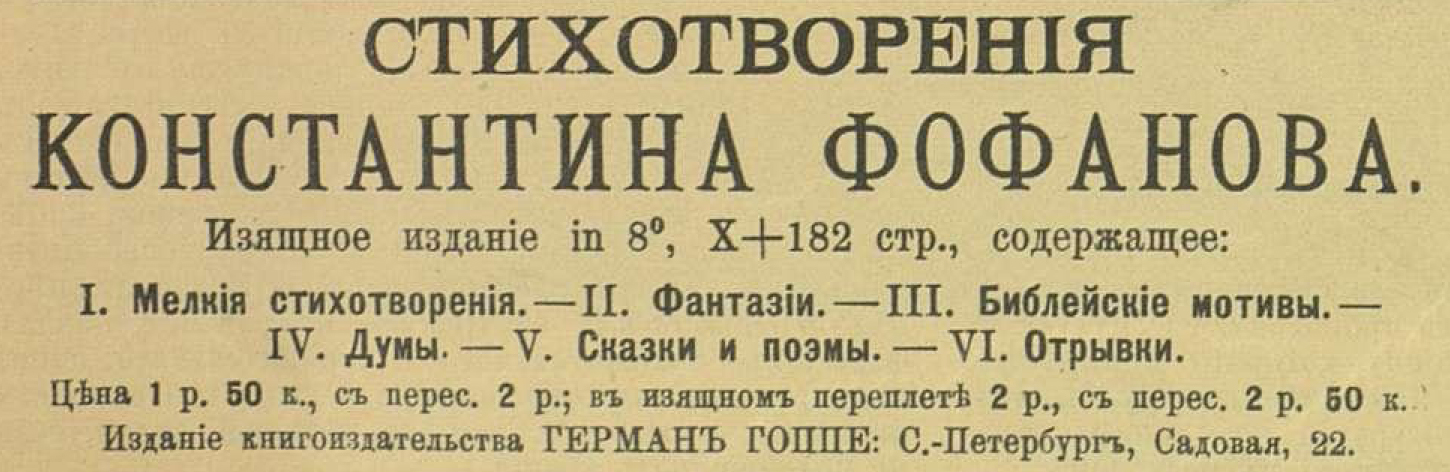
Реклама сборника стихов, 1894 год.

Дебютировал в печати в 1881 публикацией стихотворения «Из Библейских мотивов». Публиковал стихи в иллюстрированных еженедельниках и в газете А. С. Суворина «Новое время», отличался высокой плодовитостью. Первый сборник «Стихотворения» (1887) был благожелательно встречен критикой и даже выдвигался на соискание Пушкинской премии. После этого успеха Суворин издал второй сборник с таким же названием 1889; затем вышли книги стихотворений «Тени и тайны» (1892), повесть в стихах «Барон Клакс» (1892), «Стихотворения» (в пяти частях, 1896).
В браке с Лидией Тупылевой, выпускницей Смольного института, у Фофанова родилось 11 детей (из которых двое умерли в раннем возрасте). Десятый ребёнок, Константин, стал поэтом и писал под псевдонимом Константин Олимпов. Чтобы содержать столь большую семью, Фофанов не гнушался никакой работой, но последние десять лет жизни он провёл в нищете и пьянстве. Фофанов страдал алкоголизмом, в начале 1890-х перенёс тяжёлое психическое заболевание, предпринимал неоднократные попытки покончить с собой. Несмотря ни на что, он продолжал много писать, но были изданы лишь сборник «Иллюзии» (1900), поэма в октавах «Необыкновенный роман» и поэма «После Голгофы» (1910).

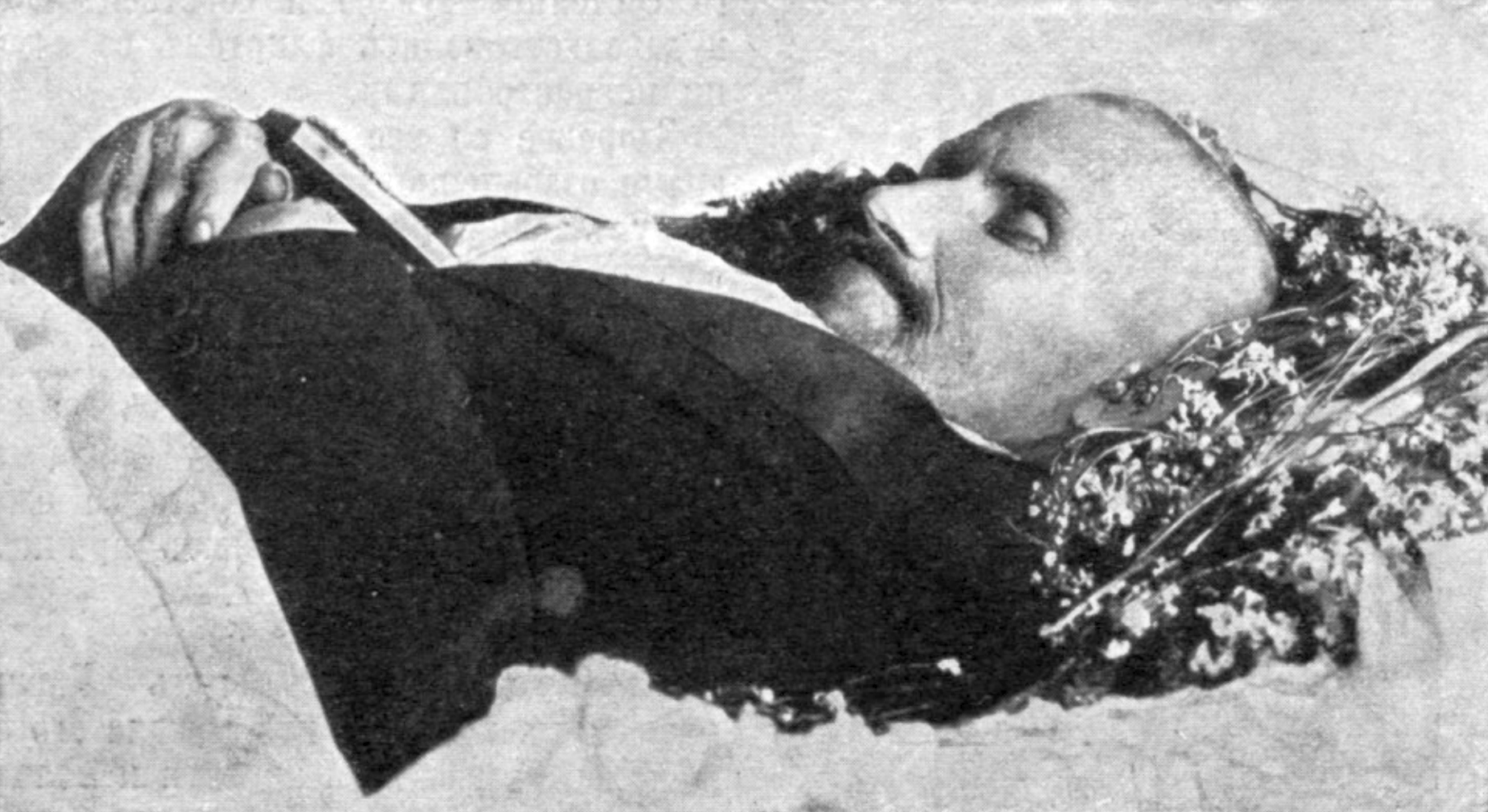
Константин Фофанов на смертном одре

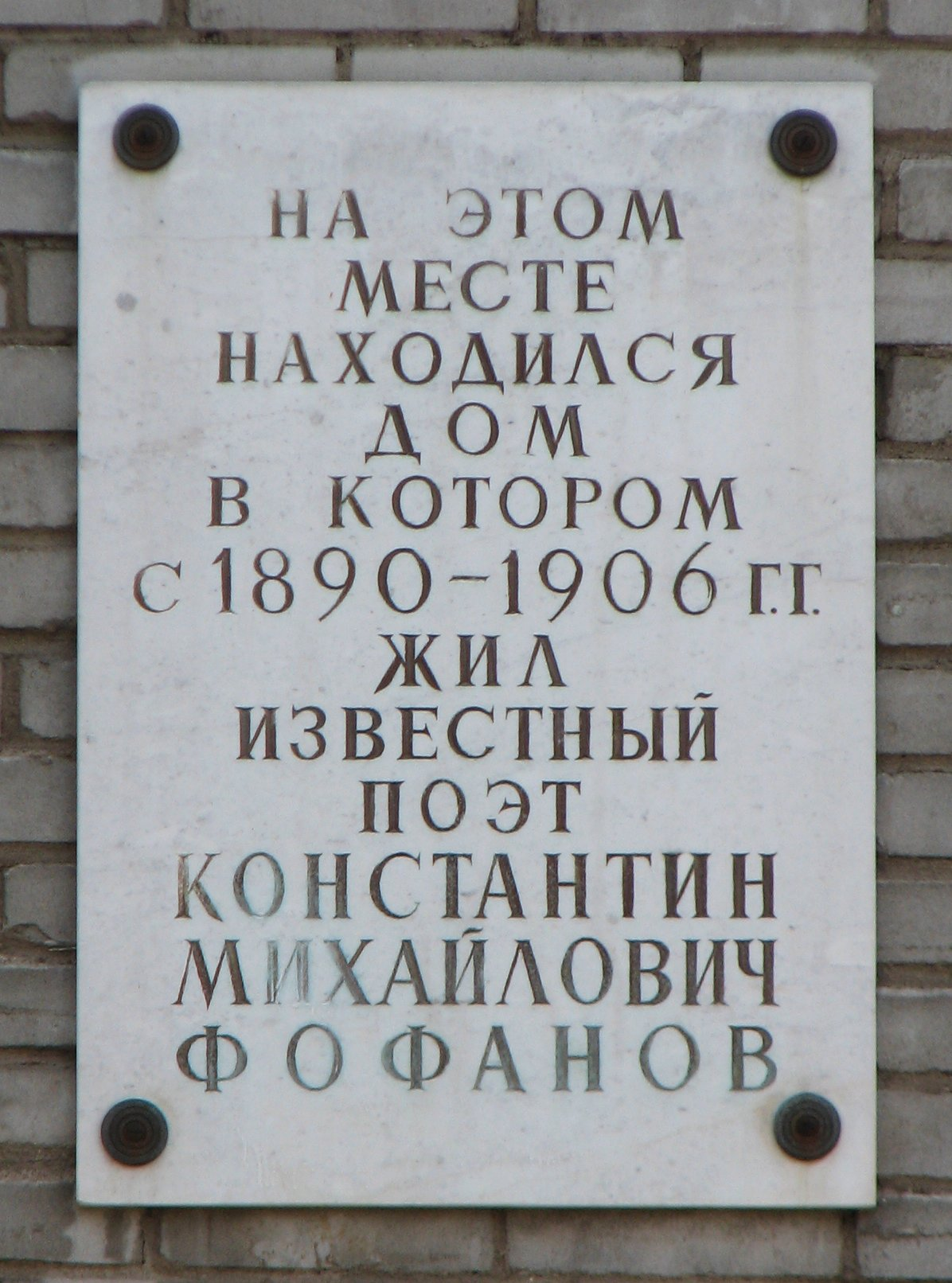
Мемориальная доска в Гатчине

Константин Фофанов умер в 1911 г. в возрасте 49 лет от воспаления лёгких и общей истощённости организма. Похоронен в Санкт-Петербурге на Новодевичьем кладбище.
Личные вещи поэта хранятся в Музее-усадьбе П. Е. Щербова.

## Творчество
Фофанов никогда не принадлежал к каким-либо литературным школам и течениям, однако его можно считать наследником и продолжателем романтического направления в русской поэзии. Для его мировоззрения характерно ощущение трагического дуализма бытия, дисгармонии между реальностью и недостижимой мечтой. По мнению Е. З. Тарланова, новаторство Фофанова состояло в создании «лирического героя нового типа: скованного „земными цепями“ страдающего мечтателя, пронизанного острым ощущением экзистенциального трагизма».
Лирика Фофанова богата выразительными средствами (метафорами, эпитетами); в ней сильно музыкальное начало. Нередко стихотворения не «отделаны», в них встречаются языковые и стилистические небрежности и вольности. С. А. Венгеров объясняет это тем, что Фофанов — «яркий представитель почти бессознательного творчества, отдающегося песнопению, по немецкой эстетической формуле, wie der Vogel singt» (с нем. — «как птица поёт»). Кроме того, Фофанов стремился запечатлеть в своём творчестве мимолётное, неуловимое, иллюзорное, так что иногда неясность и расплывчатость можно считать намеренными.
Несмотря на близость лирики Фофанова к «чистому искусству», ему были не чужды и гражданские темы. Его творчество пронизано глубоким альтруизмом, сочувствием к страдающим и обездоленным.
В поэзии Фофанова присутствуют черты, позволяющие видеть в ней переходный этап от традиционных форм к модернизму. Многое из творческих исканий поэта будет впоследствии заимствовано и разработано поэтами первой половины XX века; так, его можно считать одним из предшественников символистов. В целом период с середины 1880-х до середины 1890-х в истории русской поэзии нередко называют «фофановским», поскольку поэзия Фофанова оказалась созвучна распространённым настроениям, нашла широкий отклик у читателей и вызвала подражания. О творчестве Фофанова одобрительно отзывались художник И. Е. Репин (автор портрета Фофанова, крёстный отец сына), поэты Я. П. Полонский и А. Н. Майков, писатели Л. Н. Толстой и Н. С. Лесков. Валерий Брюсов написал о нём в некрологе, что это был «настоящий, прирожденный поэт „Божией милостью“».